# Nos rendez-vous
Singles de Natasha St-Pier
Tu trouveras
(2002) Alors on se raccroche
(2003)
Pistes de De l'amour le mieux
Tu trouveras
(1) Grandir c'est dire je t'aime
(3)
Nos rendez-vous est une chanson interprétée par la chanteuse néo-brunswickoise Natasha St-Pier sortie en single. 

## Informations sur le single
Écrit par Patrice Guirao, Volodia et Gioacchino Maurici, et produit par Pascal Obispo, c'est le deuxième single du troisième album de St-Pier De l'amour le mieux (2002), il est sorti le 27 septembre 2002. En France, le single a fait ses débuts au numéro 16 sur l'édition Charts du 5 octobre 2002, a atteint un sommet de numéro 15 dans la troisième semaine, puis a chuté et est resté pendant un total de 14 semaines dans le top 50 et est sorti du top 100 après 17 semaines. Le 18 décembre 2002, il a obtenu un disque d'argent pour avoir vendu plus de 125 000 unités. En Belgique (Wallonie), il est entré dans l' Ultratop 50 le 16 novembre 2002 au numéro 28, puis a sauté à un pic du numéro 15 et est resté pendant 13 semaines dans le top 40. En Suisse, le single est entré à son pic du numéro 45 le 24 novembre 2002, puis a chuté et est tombé du top 100 après 11 semaines.
La chanson a été incluse dans le meilleur de Tu trouveras... 10 ans de succès (Best of) de la chanteuse acadienne, sorti en novembre 2009, sur lequel elle apparaît comme le sixième morceau.

## Liste des titres
| No | Titre               | Auteur                                        | Durée |
| -- | ------------------- | --------------------------------------------- | ----- |
| 1. | Nos rendez-vous     | Patrice Guirao - Volodia / Gioacchino Maurici | 3:04  |
| 2. | De l'amour le mieux | Lionel Florence / Pascal Obispo               | 4:10  |

## Classements et certifications
| Classement (2002)                       | Meilleure position |
| --------------------------------------- | ------------------ |
| Belgique (Wallonie Ultratop 50 Singles) | 15                 |
| France (SNEP)                           | 15                 |
| Pologne (Polish Airplay Chart)          | 5                  |
| Suisse (Schweizer Hitparade)            | 45                 |

| Classement (2002) | Meilleure position |
| ----------------- | ------------------ |
| France (SNEP)     | 90                 |